# Grigori Alexandrowitsch Ussijewitsch
Grigori Alexandrowitsch Ussijewitsch (russisch Григорий Александрович Усиевич; * 1890 in Tambow; † 9. August 1918) war ein russischer Revolutionär.
Ussijewitsch und seine Frau Jelena Felixowna Kon kehrten 1917 mit Lenin im „plombierten Wagen“ aus dem Schweizer Exil nach Russland zurück. Er wurde Delegierter des 6. Parteitags der Bolschewiki, während der Oktoberrevolution Mitglied des Moskauer Revolutionären Militärkomitees. Im März 1918 wurde er nach Westsibirien zur Organisierung der Lebensmittelhilfe für Moskau geschickt. Ussijewitsch trat in den Omsker revolutionären Kriegsstab ein. Im August 1918 fiel er im Kampf.